# Gujaratmitra
Gujaratmitra is een Gujarati-dagblad, dat uitkomt in de Indiase deelstaat Gujarat. De krant is opgericht in 1863 en is daarmee een van de oudste kranten van het land. Het blad wordt uitgegeven in Surat.